# Henry Hicks (géologue)
Henry Hicks (1837–1899) est un médecin et géologue gallois du XIXe siècle.

## Vie privée
Henry Hicks est né le 26 mai 1837 dans la ville de St Davids, au Pays de Galles. Il est le fils d'Anne Griffiths et du chirurgien Thomas Hicks. Hicks épouse Mary Richardson en février 1864, avec qui il a trois filles. Il meurt le 18 novembre 1899 à Hendon, Londres. 

## Carrière médicale
Hicks étudie la médecine au Guy's Hospital de Londres; en 1862, il devient membre du Royal College of Surgeons et est agréé par la Worshipful Society of Apothicaries. Hicks retourne à St Davids pour pratiquer la médecine et, en 1871, il déplace son cabinet à Hendon, Londres. Se concentrant sur la santé mentale, Hicks obtient son doctorat en médecine de l'Université de St Andrews en 1878, devenant finalement le chef d'un asile à Hendon Grove, traitant uniquement les femmes pour des troubles mentaux. 

## Carrière en géologie
À St Davids, Hicks rencontre le paléontologue John William Salter (en) et tombe amoureux du domaine d'étude en plein essor. Hicks découvre une nouvelle Lingulella dans les roches rouges de l'ère cambrienne près de sa ville natale et écrit à la Société géologique de Londres. Cela lui vaut la reconnaissance et une bourse de la British Science Association, ce qui l'amène à trouver jusqu'à trente autres espèces cambriennes en 1868. Après 1868, Hicks inclus les strates du Paléozoïque supérieur dans ses recherches. Lorsqu'il commence son travail psychiatrique à Hendon Grove, cela permet à Hicks de consacrer beaucoup plus de temps aux gisements géologiques du Middlesex. 
Hicks invente les termes Pebidian et Dimetian pour décrire les roches précambriennes autour de St Davids; les deux descripteurs sont encore utilisés par les scientifiques à partir des années 2010. À travers le magazine géologique, les actes de l'association des géologues, le journal trimestriel de la société géologique et les rapports de l'association britannique, Hicks publie 63 articles. Il est également le premier à découvrir des fossiles (du Silurien) dans la Formation de Morte Slates. 
Hicks est actif au sein de la British Science Association, Fellow et président de l'Association des géologues de 1883 à 1885, et nommé membre de la Royal Society le 4 juin 1885. Il reçoit la médaille Bigsby de la Geological Society en 1883, devient secrétaire de 1890 à 1893, 46e président de 1896 à 1898 et vice-président en 1899 au moment de sa mort. 
 

### Ouvrages
- (en) Harkness et Hicks, « On the Ancient Rocks of the St. David's Promontory, South Wales, and their Fossil Contents », Quarterly Journal of the Geological Society of London, London, Longmans, Green, Reader, and Dyer, vol. 27,‎ 10 mai 1871, p. 384–404 (ISSN 0016-7649, lire en ligne, consulté le 14 octobre 2020)
- Hicks, « On the Discovery of some Remains of Plants at the Base of the Denbighshire Grits, near Corwen, North Wales », Quarterly Journal of the Geological Society, Geological Society of London, vol. 37, nos 1–4,‎ 1881, p. 482–495 (DOI 10.1144/GSL.JGS.1881.037.01-04.43, S2CID 128638113, lire en ligne)
- Hicks, « Additional Notes on the Land Plants from the Pen-y-Glog Slate-quarry near Corwen, North Wales », Quarterly Journal of the Geological Society, Geological Society of London, vol. 38, nos 1–4,‎ 1882, p. 97–102 (DOI 10.1144/GSL.JGS.1882.038.01-04.09, S2CID 129820491)
- HICKS, H. Results of recent Researches in some Bone-caves in North Wales (Fynnon Bueno and Cae Gwyn), By Henry Hicks, M.D., F.R.S., F.G.S.; with a Note on the Animal Remains, by W. Davies, Esq., F.G.S. Quarterly Journal of the Geological Society for February 1886.
- (en) Hicks, « On the Genus Plutonides (non Plutonia) from the Cambrian Rocks of St. David's », Geological Magazine, London, Dulau & Co., vol. II, no 5,‎ 1895, p. 230–231 (ISSN 0016-7568, DOI 10.1017/S0016756800121193, Bibcode 1895GeoM....2..230H, lire en ligne, consulté le 20 octobre 2020)